# Man in the Vault
Pour plus de détails, voir Fiche technique et Distribution.
Man in the Vault est un film américain réalisé par Andrew V. McLaglen, sorti en 1956.

## Synopsis
Willis Trent veut dévaliser le coffre-fort d'un homme d'affaires véreux de Los Angeles, Paul De Camp. Il demande à l'avocat Earl Farraday d'amadouer la petite amie de ce dernier, Flo Randall, pour qu'elle lui révèle les numéros du coffre. Ils font ensuite appel à un serrurier, Tommy Dancer, qui travaille dans un bowling. Tommy s'éprend rapidement de Betty Turner, la fille d'Earl, mais, en tant que citoyen respectueux des lois, il refuse une offre de 5 000 dollars. Tommy emmène Betty au Hollywood Bowl et apprend qu'elle vient d'une famille aisée. Les attentions de Tommy à son égard lui valent d'être battu par Louie, un autre grand voyou. Pour le forcer à coopérer, Betty est menacée d'être défigurée s'il refuse  la mission.
Le cambriolage de la boîte de nuit a lieu et le coffre-fort ne pose aucun problème à Tommy mais il pense qu'il s'est fait doubler par Betty et décide de garder les 200 000 dollars. Il cache l'argent dans un casier au bowling. De son côté, Flo avoue son rôle dans le plan à De Camp, qui s'en prend à Tommy, lui lançant même des boules de bowling avant l'arrivée de la police. Tommy se précipite pour sauver Betty et Trent finit par mourir.

## Fiche technique
- Titre : Man in the Vault
- Réalisation : Andrew V. McLaglen
- Scénario : Burt Kennedy d'après The Lock and the Key de Frank Gruber
- Photographie : William H. Clothier
- Musique : Henry Vars
- Pays de production :  États-Unis
- Format : Noir et blanc - 1,37:1 - Mono
- Genre : Film dramatique, Film policier, Film noir
- Durée : 73 minutes
- Dates de sortie : 
  - Suède : 10 décembre 1956
  - États-Unis : 12 décembre 1956

## Distribution
- William Campbell : Tommy Dancer
- Karen Sharpe : Betty Turner
- Anita Ekberg : Flo Randall
- Berry Kroeger : Willis Trent
- Paul Fix : Herbie
- Mike Mazurki : Louie
- Pedro Gonzalez Gonzalez : Pedro
- Robert Keys : Earl Farraday